# Eugenio Arellano Fernández
Eugenio Arellano Fernández MCCJ (Corella, 13 de novembro de 1944) é um ministro religioso católico romano hispano-equatoriano e vigário apostólico emérito de Esmeraldas.
Eugenio Arellano Fernández ingressou nos Combonianos e fez o noviciado em Moncada. Depois que Arellano Fernández fez sua profissão em 15 de agosto de 1968, estudou filosofia em Portugal e teologia católica em Paris. Em 18 de dezembro de 1972 recebeu o Sacramento da Ordem.
Arellano Fernández serviu inicialmente como formador na Procuradoria Missionária Comboniana de Barcelona. Em 1977 foi enviado como missionário ao Equador, onde trabalhou em San Lorenzo no Vicariato Apostólico de Esmeraldas. Em 1982, Eugenio Arellano Fernández tornou-se pároco de Santa Marianita em Esmeraldas. Foi também Provincial dos Combonianos no Equador e na Colômbia durante seis anos. Arellano Fernández mais tarde trabalhou como instrutor para estudantes de teologia e como superior do ramo de sua comunidade religiosa em Paris.
Em 1º de junho de 1995, o Papa João Paulo II o nomeou Vigário Apostólico de Esmeraldas e Bispo Titular de Cellae in Proconsulari. O Arcebispo Francesco Canalini, Núncio Apostólico no Equador, consagrou-o bispo em 20 de agosto do mesmo ano na Catedral de Cristo Rei em Esmeraldas; Os co-consagradores foram José Mario Ruiz Navas, Arcebispo de Portoviejo, e Olindo Natale Spagnolo Martellozzo MCCJ, Bispo Auxiliar de Guayaquil. Eugenio Arellano Fernández escolheu o lema Fieles a Jesús, servidores del pueblo. Mais tarde, ele recebeu a cidadania equatoriana.
De 28 de abril de 2017 a 11 de novembro de 2020, Arellano Fernández também foi presidente da Conferência Episcopal do Equador.
Em 5 de julho de 2021, o Papa Francisco aceitou a renúncia de Eugenio Arellano Fernández por motivos de idade.